# 吉本興業札幌支社
吉本興業札幌支社（よしもとこうぎょうさっぽろししゃ）は、日本の芸能プロダクション吉本興業の札幌市中央区にある事務所。サッポロファクトリー一条館3階に所在している。通称は札幌吉本（さっぽろよしもと）。札幌市の劇場などの北海道地区各劇場を中心に活躍している。

## 歴史
吉本の札幌進出のきっかけとなったのは、1991年に家庭の事情により大阪から北海道に転居していた落語家の桂小つぶ（現・四代目桂梅枝）であった。初代所長は心斎橋筋2丁目劇場の支配人だった木山幹雄。1994年に大阪から笑ハンティングを呼び、事務所を設立。第1期オーディションを開催し、タカアンドトシ・アップダウン・マッサジル（元まさまさきのり）らを輩出した。1990年代後半には、東京吉本で活躍していたモリマンがUターン所属した。
1998年に比企啓之が所長に就任し、1999年から2004年まで、マイカル小樽（現・ウイングベイ小樽）にあったテーマパーク「観光名所小樽よしもと」を運営した。2007年9月30日までは吉本興業札幌事務所だったが、同年10月1日の吉本興業の持株会社化に伴い、新設子会社の同社に移行した。
2010年6月、よしもとクリエイティブ・エージェンシー札幌支社と改称。
2019年6月、親会社の社名変更（吉本興業→吉本興業ホールディングス）に伴い、吉本興業札幌支社と改称。

## 概要
第1期オーディションはフジテレビ系列局である北海道文化放送（UHB）の番組「トミーズのよしもとのもと」内で行われ、以来UHBとは「笑道」の放映をはじめ所属芸人の出演番組の制作が多く、親密な関係にある。
かつては札幌市中央区の札幌市電沿線に1997年より常設劇場「電車通り8丁目スタジオ」を持っていたが2004年7月に閉鎖され、以後はノルベサのイベントスペースや琴似駅のターミナルプラザことにパトス、狸小路のサツゲキ（旧称：メッセホール、BFHホール、札幌プラザ2・5）、BLOCHなどの貸ホールをライブの拠点としている。
所属するには主にオーディションライブに合格する必要があったが、2020年にNSC札幌校が開校するにあたり行われていない。東京吉本からの移籍所属者もいる。

## ライブ

### 定期ライブ
- サツヨシネタバトル（主に札幌市民交流プラザ・クリエイティブスタジオ）
  - 客投票で行われるネタバトルライブ。優勝者には特典として毎月に配布されるフライヤーの表紙を飾る権利とラジオ『札幌よしもとの日曜日 バトルナンバーワン』のゲスト出演が決定する。
- サツヨシライブ笑道黒帯・白帯（主にBLOCH）
  - 笑道の後継ライブ。ネタバトルのランキングによって「黒帯」と「白帯」に振り分けられる。アマチュアの出場は受け付けていない。
- コーナーライブ（主にBLOCH）
  - 企画ライブ。テーマは「大喜利」「平場」「トーク」「NEW WAVE」など。2024年2月より『サツヨシお笑い研究所』から名称変更。
- ユニットコントライブ
  - 不定期で行われるコントライブ。『サツヨシお笑い研究所』より独立。
- モユク×札幌よしもと ゲリラお笑いライブ（モユクサッポロ1F正面玄関）
  - 毎週水曜日16時から1時間のライブ。MCはわっかない村井。出演芸人は2組〜3組。冬季(1月・2月)はモユクサッポロB2入口前で開催。

### 過去の定期ライブ
- 吉本特選 空飛ぶイクラ SPECIAL（毎月10日）札幌吉本ができた当初唯一あった若手芸人ライブでタカアンドトシや錦鯉長谷川、アップダウンなどが出ていたライブ。個々のネタ、集団コント、企画で構成されたライブ。タカアンドトシいくら卒業ライブには会場のターミナルプラザことにパトスに300人を超える集客があった。
- 笑道（毎月1回、主にターミナルプラザことにパトス）2部制で昇格・降格のあるライブ。「黒帯」と「白帯」に分かれ、「白帯」ステージではアマチュアの出場も受け付けている。2020年2月終了、3月までは北海道文化放送にて地上波放送があった。
- ネタとコーナーのライブ（毎月1回、主に札幌プラザ2・5）
  - よしもとライブRAMの後継的ライブ。
- ramchop（不定期水曜日、サッポロファクトリー）
- 札よしと○○のお笑いライブ→GORIGORI吉本→サツヨシゲストライブ→GORIGORI吉本（毎月1回→不定期、主に札幌プラザ2・5→コンカリーニョ→サツゲキ→BLOCHまたはザ・ルーテルホール。
  - 2019年開始。東京もしくは大阪からゲストを招いての谷田部一啓マネージャー企画ライブ。
- NEW WAVE LIVE（不定期）
  - 主にNSC札幌校出身者を対象とした2021年4月以降に所属した芸人のライブ。2025年度よりコーナーライブへ吸収。

## 所属タレント

### 芸人
出典:
- 龍見（元笑ハンティング）
- モリマン（ホルスタイン・モリ夫、種馬マン）
- スキンヘッドカメラ（岡本、シモ)
- オジョー
- 大林宜裕[注 1] [注 2]
- ゴールデンルールズ（ありちゃん、根本[注 3]）
- リングリンデ（おかあさん、まひろ）
- なまらあつし（元ビスケッティ）
- コロネケン（渋谷、束田[注 4]）
- わっかない村井
- 齋藤のようなもの
- アルちゃん先生
- やすろー（ねこ超人）
- よねけん
- 花敷こーよう
- 泉大河[注 5]
- 中

#### NSC札幌校出身者
- NSC札幌1期生
  - アライヒカリ
- NSC札幌2期生
  - 佐々木拓杜（ねこ超人）
  - 華花クラッツ（たいよう、ザキ）
  - すみたす
- NSC札幌3期生
  - 秘蔵（ジャンゴ、武蔵）
  - なかもりあや
  - 電人バンド（浦谷くじら、オーセコ）
  - ビッグボイス☆とっち
  - 三上由貴
  - 暮花火（杏仁[注 6]、サカヅメ）
- NSC札幌4期生
  - 先入観（渡辺しょうま、たくま.inc）
  - 植田康生
  - 樺山ガイス
- NSC札幌5期生
  - 俵雄人
  - 寝坊助

### その他
- 桂三段（落語家）※エージェント契約
- アマリ隊員[注 7]（釧路市音別町地域おこし協力隊員）

## 過去に在籍していた芸人
東京本社所属
- 桂枝光
- タカアンドトシ（タカ、トシ）
- タケト（元Bコース）
- 歩子（元Bコース）
- ジェリービーンズ・コレクション（あきはる、いじま）　※エージェント契約
- 石川ことみ（元上海ドール）
- 佐々木陽介（元わびさび）
- さんさんず（ゾエ、だーきー、タカシ）
- 三國レストラン（よねしろとのコンビ「コップ」としても活動）
- だいハード（マスターハード）（元えだまめズ)
- つちふまズ（三木、小澤）
- スクランブル（としき、だいき）

他事務所で活動
- まさまさきのり（解散）（長谷川雅紀、久保田昌樹）
  - 東京本社、SMA移籍を経て解散。
  - 長谷川雅紀は「錦鯉」としてSMA所属で活動。
- かんとりいず（解散）
  - 触沢は「ふれさわひろみつ」としてオフィスセブン所属でタレント活動。
- 日英同盟（解散）（パルデン、ダイゴ）
  - プロデューサーハウスあ・うん、アミー・パーク移籍を経て解散。
  - パルデンは夫婦コンビ「板橋区民」を結成し活動。ダイゴは「やすおかだいご」の芸名でホットラインプロモーションと業務提携し司会業やボクシングタレントとして活動。
- ぽんぽん（吉本、清水）
  - オスカープロモーション、東京本社、北海笑事を経て解散⇒現在チョーウルトラ名義で不定期ながら活動中
  - 吉本はアフロンゲ丸山と「アフ&ヨッシー」畑中しんじろうと「しんちゃん&ヨッシー」で活動、また死去したアフロンゲに変わり株式会社LOLの代表取締役を務める。
  - 清水はピン芸人「清水サリンジャー」として活動後、元グリーンランド川瀬と「バッケンレコード」(「テイスティー」より改名)結成・東京吉本で活動(のち解散)、退社後は札幌でピン芸人として活動。
- ぬのかわひろき
  - 上京し「布川ひろき」の芸名で「トム・ブラウン」としてケイダッシュステージで活動。
- 加我卓也
  - 上京し「卓也努力勝利」の芸名で「四天王」（旧名：ゆかりてるみ）として活動。SMA NEET Project、ビクターミュージックアーツを経て松竹芸能所属。2025年6月14日、脳幹梗塞のため死去。
- ブーメラン学園（解散）（ザッキー、酒井聡、杉村潤）
  - 元「SF革命」の杉村潤、元「兎」の酒井聡、元「わびさび」のザッキーで結成。トゥインクル・コーポレーション所属。2022年11月解散。酒井は引退、杉村は退社しトリオ「パラオーズ」として活動後脱退しコンビ「アクロバター」として活動、ザッキーは芸名を「ウフフワッハッハ」に改名しピン芸人として活動。
- 少年マイル（解散）（室田、林）
  - 室田道雄は引退。林寿夫は上京し「デロリアン林」の芸名で「エル・カブキ」として活動。マセキ芸能社所属を経てフリー。
- しろっぷ（じゅんぺい、ひろし）（トリプルワンで活動）
- アップダウン（阿部浩貴、竹森巧）（個人事務所を作り独立）
- すずらん（山本貴之、シゲ）（個人事務所を経てフリーで活動）
- ソレイユ（なおとランド、しんたろう）（KODEKAで活動）

解散・退社
- 笑ハンティング（解散）（中田ゆうじ、宮本たつみ）
  - 大阪吉本より移籍、東京本社移籍を経て解散。中田は引退、宮本はピンで札幌吉本へ所属。
- Bコース（解散）（タケト、ナベ、ハブ）
  - 東京本社移籍を経て解散、それぞれピン芸人で活動(のちナベは引退)。
- コリンズ（解散）（松岡、米沢）
- ホヘト（解散）（道見健二、立見一樹）
  - 東京本社移籍を経て退社し元ビタミンC奥本を加えてトリオ「ポンポコリン」を結成(のち解散)、道見は元「スプーン」の愛ちゃんと「ふうせん」を結成(のち解散)。
- なっとうチャーハン（解散）
  - シゲ（杉村繁宏）は「すずらん」として、奥本隆は「ビタミンC」として活動。
- SOBADS（解散）（吉田喜世志、石山仁志）
  - 吉田喜世志は奥本隆と「ビタミンC」を結成。
  - 石山は引退。なおEXITの兼近大樹は彼の甥。
- ビタミンC（解散）（奥本、喜世志）
  - 東京本社移籍を経て解散、奥本隆は引退後グラフィックデザイナーとして活動。M-1グランプリ2020ではアマチュアコンビとして北海道予選に出場。
- プレゼンテーブル（解散）（愛、ゆっこ）
  - 愛はピン芸人「愛ちゃん」として活動後、元ジョーカーちばちゃんと「スプーン」元ホヘト道見と「ふうせん」を結成(のち解散)。
- グリーンランド（解散）（杉木、川瀬）
  - 東京本社移籍を経て解散。
  - 杉木大樹はピン芸人「沼袋チャリ男」で活動後退社し足立区立OKOと「アオテンベース」結成・解散を経てピン芸人として活動後、おまめサンシローの名でYouTuberとして活動。
  - 川瀬賢太はピン芸人として活動後、元ぽんぽんの清水と「バッケンレコード」(「テイスティー」より改名) 結成(のち解散)、ピン芸人を経て作家に転向し、トム・ブラウンや四天王のネタ作家も担当。
- 山本貴之
  - 元なっとうチャーハンのシゲと「すずらん」を結成。
- ジョーカー（解散）（ちばちゃん、まさき）
  - NSC東京6期生出身。解散後、千葉美穂は平澤愛と「スプーン」を結成（のち解散）。
- スプーン（解散）（愛ちゃん、ちばちゃん）
  - 千葉美穂はオジョーと「パンダスティックランマー」を結成、東京本社に移籍（のち解散）。平澤愛は元ホヘト道見と「ふうせん」を結成(のち解散)。
- ふうせん（解散）（道見健二、愛ちゃん）
  - 愛ちゃんは引退後、札幌市南区で「ベーカリーam」を経営。
- 上海ドール（解散）（オジョー、ことみ）
  - 東京本社へ移籍を経て解散。ことみはピン芸人へ、オジョーはコンビ結成・解散を経てピン芸人へ。
- ビックシティ（解散）（岡本、森崎）
  - 岡本雄矢は「スピーカーズ」結成（のち解散）。
  - 森崎尚也（森崎博之の従弟）は道内で司会者・リポーターとして活動。2017年で芸能活動引退。
- アスパラガス（解散）（山田、辻口）
  - 山田は「スピーカーズ」結成（のち解散）。
- スピーカーズ（解散）（岡本、山田）
  - 岡本雄矢は「Nifu」（のち「スキンヘッドカメラ」に改名）として活動。短歌芸人としても活躍。
- ピグマリオン（解散）（津川、下山）
  - 下山敏広は「Nifu」（のち「スキンヘッドカメラ」に改名）として活動。
- Nクラブ（解散）（吉本、おーみ）
  - 吉本直喜は「ぽんぽん」（のち「チョーウルトラ」に改名）を結成。
- 花りん（退社）
  - 桂枝光に弟子入りしていた紙切りパフォーマー、後に門下を破門となっており現在は「KIRIGAMIST千陽」としてフリーで活動。
- アクアジェラート（退社）（810、平沢）
  - 「アクアフレッシュ」より改名。 退社後、フリーで不定期にコンビ活動を継続。
  - 平沢騎士はLOLに所属し、「じょっぴんかる」や元KBBYの馬場千晶とのユニット「Candy Blossom」としても活動。後にLOLを退社。その後はフリーで芸人として「小悪魔ルーレット」「ロマンティックパレード」、歌手としてメンバーを変えたりして「Candy Blossom」、俳優などとマルチに活動。
  - 810は「ロマンティックパレード」としても活動。
- タイブレイク（解散）（飯田、安樂）
  - 安樂光は退社。飯田真悟は元ブーメラン学園の酒井聡と「兎」を結成・解散。
- インディゴブロッコリー（解散）（樋渡太一、有馬敬希）
  - 樋渡太一は1年間ピン芸人「ひわたり太一」として活動した後「加我正源」に加入するかたちで「サンモジ」として活動（のち解散）、有馬敬希はフリーで活動していた元イーシャンテン根本(NSC東京13期)と「ゴールデンルールズ」を結成し北海笑事へ所属したのち札幌吉本へ所属。
- 加我正源（たくや、亜弓）
  - 「カプセルコーポレーション」より改名。元インディゴブロッコリーのたいちを加えてトリオ「サンモジ」を結成。
- サンモジ（解散）（たくや、たいち）
  - あゆみの脱退・引退後、「サンモジ」としてコンビとなるが再び解散。たくやはピン芸人「加我卓也」として活動後退社し、コンビ「天才パイン」結成・上京・解散を経て、卓也努力勝利として「四天王」で活動。
- カウントダウン（解散）（ゆういち、六波羅）
  - 六波羅虎政はピン芸人「虎政」として活動（のち退社）、ゆういちは退社し「ペドロ軍団」を結成し夢カンパニーへ所属(のち解散)。
- SF革命（解散）（杉村、古山）
  - 杉村潤は「ブーメラン学園」としてトゥインクル・コーポレーションで活動のち解散。その後は「パラオーズ」として活動のち脱退。
- 兎（解散）（飯田、酒井）
  - 東京吉本、浅井企画への移籍を経て解散。
  - 飯田真悟はオジョーとのコンビ「オジョーさんと僕」を経て引退し、現在は北海道文化放送のディレクター。
  - 酒井聡は「ブーメラン学園」で活動のち解散・引退。
- わびさび（解散）（ザッキー、ヨースケ）
  - 東京本社移籍を経て解散。ザッキーは「ブーメラン学園」で活動のち解散、ピン芸人「ウフフワッハッハ」として活動。ヨースケはピン芸人「佐々木陽介」として東京吉本所属。
- デベロッパーズ（解散）（松田、直也）
  - 直也は「きんもぐら」を結成（のち解散）。
- スワンズ（解散）（鶴、柏田リョータ）
  - 鶴は「しんがりペンギン」などで活動のち退社。柏田は退社しピンで「ネタ工房川田」→「ネタ工房かわだ」→「かわだR」でフリーで活動。
- グラフティー（解散）（誠、修平）
  - 誠は「キリンジャー」として活動（のち解散）
- キリンジャー（解散）（誠、鈴木祐作）
  - 誠は引退、鈴木祐作は「スズサク」としてピン芸人活動後、「神様のペット」として活動。
- P&P（解散）
  - タカシはピン芸人として活動後、実の弟との兄弟コンビ「ラマナラマーナ」で活動のち解散し、マックラマクラの2人と「さんさんず」結成。
- マックラマクラ（ゾエ、木田大輔）
  - 元ラナマラマーナのタカシを加えてトリオ「さんさんず」結成。
- ラマナラマーナ（解散）（タカシ、だいすけ君）
  - タカシは「さんさんず」、だいすけ君は「だいハード」の芸名で「えだまめズ」として活動のち解散、ピン芸人として活動後マスターてつや（NSC東京16期）と「マスターハード」結成。
- ノーマルフェイス（解散）（藤下、舘）
  - 藤下は「ワンマンパーティ」としてフリーで活動後、引退。舘はピン芸人「だててつや」、コンビ「クルシューナイ」として活動後、引退。
- シューリンガン（解散）（米代、川村）
  - 米代は「ワンマンパーティ」「コップ」としてフリーで活動後、「えだまめズ」に合流してトリオ「トラまめず」として活動した後に脱退、2022年より「コップ」を再結成しフリーで活動(よねしろはフリー、相方三國レストランは東京吉本所属)。川村はピン芸人「たっちゃんず」として活動後退社し不定期で札幌吉本所属前に結成していた「喜一」として活動。
- アンダーグランド（解散）（髙橋康平、安達祐登）
- きんもぐら（解散）（三木、直也）
  - 「マンダライン」より改名。三木は「つちふまズ」として活動、直也は引退。
- 夕立（解散）（三國、伊藤）
  - 三國は元シューリンガンの米代と「コップ」を結成し、フリーで活動後解散し、東京吉本入り。伊藤は引退。
  - なお三國清三は三國の叔父。
- マイフレンド（解散）（安藤ユウキ、村井真大）
  - 安藤は退社し「安藤ユーキ」として役者活動。村井真大は「しんがりペンギン」「クオッカ」「クルシューナイ」として活動後、「わっかない村井」としてピンで活動。
- たくちゃんとだいちゃん（解散）（たくちゃん、だいちゃん）
  - たくちゃんは「ツーマンセル」を結成（のち解散）。
- クリーンナップ（解散）（豊木大智、三上翔、渋谷正樹）
  - 豊木・三上は退社し「はかいこうせん」を結成し夢カンパニーへ所属のち解散、ピン芸人「やっほー豊木」「三上翔」としてそれぞれ活動(のち引退)。
  - 渋谷は「ツーマンセル」を結成のち解散、その後元メガスタンプの束田孝太（NSC東京17期）と「コロネケン」を結成。
- クマップ（引退）
- 中井貴史（退社）
- ちびっこヤンキー（解散）（くま、れな）
- ツーマンセル（解散）（たくちゃん、渋谷）
  - たくちゃんは「ワンマンパーティ」を結成し上京後、札幌に戻りコンビ「小悪魔ルーレット」、トリオ「ロマンティックパレード」、ピンでBIGOライバーとして活動。
  - 渋谷は元メガスタンプの束田孝太（東京NSC17期）と「コロネケン」を結成。
- Nao-Jin（解散）（直斗、仁義）
  - 仁義は引退。直斗はピン芸人「なおと」で活動後「ソレイユ」を結成のち解散、東京本社に移籍後、熊之助（NSC東京21期）と「ごきげんランド」、もとよし（NSC東京20期）と「メーデル」を結成のち解散し退社。「ソレイユ」を再結成。
- へいろーず（鶴、原）
  - 元マイフレンド村井を加えて「しんがりペンギン」を結成。
- しんがりペンギン（解散）（村井真大、鶴、原優一郎）
  - 村井・原で「クオッカ」を結成。鶴は退社しフリーで「さーないと」(サーナイトより改名)として活動。
- クオッカ（解散） （村井真大、原優一郎）
  - 原は引退。村井真大は「クルシューナイ」として活動後、「わっかない村井」としてピンで活動。
- マグマバッカス（解散）（セレン、ヨシキ）
- オジョーさんと僕（解散） （オジョー、 いーだ）
- クルシューナイ（解散）（村井真大、だててつや）
  - だては引退、村井真大は「わっかない村井」としてピンで活動。
- 市原（解散）（市川龍之介、原田英樹）
  - 東京本社移籍を経て退社、活動休止を経て解散。市川はゲーム実況チャンネル「天の声と愉快な仲間たち」のメンバーとして活動。
- 神様のペット（解散）（三谷、スズサク）
  - 東京吉本移籍を経て2021年に解散。三谷は「じゃーまん」結成、スズサクは吉本を退社し怪談師に転身。
- えだまめズ（解散）（つっしー、だいハード）
  - 「ぐりーんぴーす」より改名。浅井企画、東京吉本移籍を経て2022年に解散。つっしーは「じゃーまん」結成のち解散。だいハードはピン芸人として活動後マスターてつや（東京NSC16期）と「マスターハード」結成。
- みこはち（解散）（よねけん、こーよう）
  - 2021年にウメミー脱退・引退、トリオからコンビとなるが2022年解散。「よねけん」「花敷こーよう」としてそれぞれピン芸人として活動後、花敷こーようは元激チャリの青井とっちと「エトラット」を経てピンで活動。
- 大中（解散）（中、大ちゃん）
  - 2021年解散。大ちゃんは退社、中はピン芸人として活動後、すみゆうと「よせあつメン」結成のち解散しピン芸人へ。
  - ゴールデンルールズありちゃん・つちふまズのYouTubeチャンネル「ありふまズ」で行われた中の相方募集企画にて結成。
- TOMATO（解散）（アルちゃん先生、えきちょー）
  - 2021年解散。それぞれピン芸人へ。えきちょーは「やすろーtheワールド」へ改名後、やすろーへと改名し佐々木拓杜と「ねこ超人」(「愛新覚羅」より改名)結成。
- くびったけ（解散）（すみゆう、ギョウ）
  - NSC札幌2期出身、2022年解散。ギョウは退社、すみゆうはピン芸人「すみたす」として活動後、中と「よせあつメン」結成のち解散しピン芸人へ。
- 二重窓あけおしめ子（解散）（しめ子、あけお）
  - NSC札幌2期出身、2022年解散。しめ子は退社、あけおはピン芸人「ザキール」として活動後、ザキへと改名し元ボンクラ亭のたいようと「花華クラッツ」結成。
- 添乗員太田[注 8]
- 星山琢磨（引退）
  - NSC札幌2期出身、2022年退社。
- ボンクラ亭（解散）（たいよう、本間ちゃん）
  - NSC札幌2期出身、2023年解散。本間ちゃんは退社しアマチュアで活動。たいようはザキと「華花クラッツ」結成。
- 補色（解散）（なかもりあや、サカヅメ）
  - NSC札幌3期生出身、2023年解散。なかもりはピン芸人として、サカヅメは「暮花火」結成。
- じゃーまん（解散）（つしま、みたに）
  - 札幌吉本時代のコンビ名は「N4」。一度解散し、つしまは「えだまめズ」「トラまめず」、みたには「神様のペット」の解散を経て再結成。東京吉本での活動を経て解散。
- Satoly（アーティスト）
- 松野⁂瑠烏（ポップカルチャータレント）
- 激チャリ（解散）（アシタバチカ、とっち）
  - NSC札幌3期生出身、2024年解散。アシタバは退社、とっちはピン芸人「ビッグボイス☆とっち」へ改名後、青井とっちへ改名し花敷こーようと「エトラット」を経てピン芸人「ビッグボイス☆とっち」へ改名。
- エトラット（解散）（花敷こーよう、青井とっち）
  - 2024年解散、それぞれピン芸人「花敷こーよう」「ビッグボイス☆とっち」へ。
- よせあつメン（解散）（すみたす、中）
  - 2024年解散、それぞれピン芸人「すみたす」「中」へ。
- ササタニ（解散）（ささき、谷保和也）
  - 2021年12月解散、2024年1月再結成、2024年12月解散・引退。解散中、谷保は2022年4月から8月まで同期の奥田と「もえ」として活動。
  - 札幌吉本退社後はNSC東京校(24期)を経て東京吉本で活動。
- サバツナ鈴木（退社）
  - NSC札幌4期出身。2025年退社。
  - NSC東京校27期中退→29期再入学→NSC札幌校4期へ転校・卒業→札幌吉本所属→東京吉本へ移籍という経歴を持つ。
- すごい髙橋（退社）
  - NSC札幌1期出身。2025年退社。
- 原付40km/h（解散）（樺山ガイス、寝坊助）
  - 2024年解散、それぞれピン芸人へ。
  - NSC札幌校卒業生で初となる先輩後輩コンビであった。(樺山ガイス・4期出身、寝坊助・5期出身)
- サイコロジーしんちゃん（退社）
  - NSC札幌5期出身。2025年退社。

オーディション受験者
オーディションライブを受けていた者。
- Yes!アキト:コンビ「NOW ON SALE」「シュールズ」として受験。現在はサンミュージックプロダクション所属。
- 大下宗吾:コンビ「パートアント」として受験。CREATIVE OFFICE CUE所属でタレント活動（現在は引退）。
- オクラホマ:現在はCREATIVE OFFICE CUE所属。
- 兼近大樹:現在はコンビ「EXIT」として東京吉本所属。
- しんのすけ:コンビ「ケチャップライス」として受験。現在は「はるのすけ」としてサンミュージックプロダクション所属。
- 小藤田匠丸:コンビ「ケチャップライス」として受験。現在はNSC東京校(26期)を経て「エナジー生活」として東京吉本所属。
- 村民代表南川:現在はサンミュージックプロダクション所属。
- 西堀亮:現在は「マシンガンズ」として太田プロダクション所属。
- フルカウント千葉:コンビ「まね〜ずメーカー」として受験。ワタナベコメディスクール17期を経て「く～ぽん」としてワタナベエンターテインメント所属。サッカー日本代表のものまね軍団「ものまねブルー」のメンバーとしても活動。
- 道音雄太:現在はコンビ「トム・ブラウン」としてケイダッシュステージ所属。
- 安川智巨:コンビ「セカンドステージ」として受験。解散後は函館市のFMいるかでラジオパーソナリティ等として活動。
- 古家義郎:1994年〜1996年頃にピン芸人「山田ダンボール」として受験、NSC東京校(3期)などを経て現在はお笑い集団仙台ティーライズ代表。
- 怪人カゲロウ:ピンの他、山田ダンボールとのユニット「山田ダンボールと怪人カゲロウ」として受験。
- 溝杉陸:コンビ「レの音がファー！」として受験。コンビ「男スペシャル」として浅井企画所属後、NSC東京校(28期)を経て「伝説の一人っ子リク」として東京吉本へ所属。
- 及川広大:コンビ「レの音がファー！」として受験。現在は札幌市内の大喜利ライブ『カイタク』の主催者兼出演者として活動。

## 札幌よしもと関連のタレント中心で構成された番組
- 虎のバター（北海道文化放送）
- 笑わしたるねん（北海道テレビ放送　1994年-1995年）
- 激突!ニシン商店街（北海道文化放送）
- 笑道（北海道文化放送）
- エンプロ（北海道テレビ放送、終了）
- 土曜プレゼンアワー（北海道文化放送）
- ジンギス談!（北海道放送）
- よしもとホッカモリ（コミュニティ放送局）
- 札幌よしもとpresents「ラジオ”想”談室」（FMドラマシティ、終了）
- さっぽろ吉本男まつり（STVラジオ）
- よしもとらららぴょんぴょんラジオ（エフエム北海道、終了）
- 夕方よしもと（さっぽろ村ラジオ、終了）
- NEW WAVE すごいアラ波（さっぽろ村ラジオ、終了）
- 札幌よしもとの日曜日（MID.α STUDIO）

## 北海道住みます芸人
2011年4月より始動。3代目のしろっぷが2015年8月頃に初代へと変更され同時期に2代目〜4代目が新たに任命となるが、コロネケンの任命以降「何代目」という名称は廃止されている。北海道住みます芸人はハローケイスケを除き全て札幌吉本所属芸人が任命されている。また、北海道住みます芸人以外に短期間に市町村単位で移住をする住みますプロジェクトも複数存在している。
任期については下記を参照。

### 現在の北海道住みます芸人
- アライヒカリ（通算7代目）
- 華花クラッツ（通算8代目）
- アマリ隊員：地域おこし協力隊員として釧路市音別町へ移住

### 過去の北海道住みます芸人
- 【旧】北海道住みます芸人
  - クマップ（初代）
  - ハローケイスケ（2代目）：網走市へ移住
  - しろっぷ（3代目）
- 【現】北海道住みます芸人
  - しろっぷ（初代）
  - オジョー（2代目）
  - ノーマルフェイス（3代目）
  - 桂三段（4代目）
  - コロネケン（通算5代目）
  - スクランブル（通算6代目）
- 陸別町住みます芸人
  - クマップ、夕立
- なかそらち住みます芸人
  - 桂三段、ゴールデンルーズ
- 秩父別町住みます芸人
  - オジョー、桂三段、つちふまズ、ソレイユ、だててつや（クルシューナイ）、スズサク（神様のペット）
- しもかわ町住みます芸人
  - ゴールデンルールズ、つちふまズ
- 七飯町住みます芸人
  - つちふまズ
- 中標津で酪農やります芸人
  - くびったけ

## 札幌市10区PR担当芸人
札幌市と株式会社よしもとセールスプロモーション＆エリアアクションとの連携協定の締結に伴い、2025年3月14日より各区在住または出身の札幌吉本所属芸人が任命。

### 10区PR担当芸人
- スキンヘッドカメラ：中央区
- 秘蔵：北区
- リングリンデ：東区
- コロネケン：白石区
- 三上由貴：厚別区
- ゴールデンルールズ：豊平区
- なまらあつし：清田区
- 華花クラッツ：南区
- 暮花火：西区
- 花敷こーよう：手稲区

## 札幌よしもとYouTube

### 概要
2020年4月開設。当初のチャンネル名はさつよしTVであり、投稿動画に関わる企画・出演・編集の全てを札幌吉本に所属する芸人で毎日投稿を行っていたが、新型コロナウイルス緩和により動画の投稿は終了している。生配信ではすごい髙橋&アライヒカリがパーソナリティーで札幌吉本で毎月行われるお笑いライブ告知をする札幌よしもと情報局が月に一度、スキンヘッドカメラ岡本が司会で短歌に関する芸人歌会などが不定期で行われていた。
2024年よりチャンネル名を札幌よしもとへと変更、主に同年11月より週に一度配信されるラジオの生配信場所として使用されている。

### なまらラジオ
2024年11月7日より開始。毎週木曜22時から週替わりMCが先輩・後輩・東京・大阪芸人など、希望の“相方”を呼んでの60分番組であり、相方に指名された芸人が翌週のMCになる仕組みとなっている。札幌よしもとYouTubeの他に出演芸人それぞれのインスタライブ(アカウントがない場合はXの動画配信機能やツイキャスなど)でも同時配信が行われている。2025年5月1日の配信を以て終了。
| 配信年 | 配信月 | 配信日 | MC                               | 相方                             |
| ------ | ------ | ------ | -------------------------------- | -------------------------------- |
| 2024年 | 11月   | 7日    | なかもりあや                     | サカヅメ（暮花火）               |
| 2024年 | 11月   | 14日   | サカヅメ（暮花火）               | 岡本（スキンヘッドカメラ）       |
| 2024年 | 11月   | 21日   | 岡本（スキンヘッドカメラ）       | 武蔵（秘蔵）                     |
| 2024年 | 11月   | 28日   | 武蔵（秘蔵）                     | すみたす（よせあつメン）         |
| 2024年 | 12月   | 5日    | すみたす                         | ビッグボイス☆とっち              |
| 2024年 | 12月   | 12日   | ビッグボイス☆とっち              | ありちゃん（ゴールデンルールズ） |
| 2024年 | 12月   | 19日   | ありちゃん（ゴールデンルールズ） | なまらあつし                     |
| 2024年 | 12月   | 26日   | なまらあつし                     | タダヨシ（暮花火）               |
| 2025年 | 1月    | 2日    | タダヨシ（暮花火）               | シモ（スキンヘッドカメラ）       |
| 2025年 | 1月    | 9日    | シモ（スキンヘッドカメラ）       | わっかない村井                   |
| 2025年 | 1月    | 16日   | わっかない村井                   | よねけん                         |
| 2025年 | 1月    | 23日   | よねけん                         | 渋谷（コロネケン）               |
| 2025年 | 1月    | 30日   | 渋谷（コロネケン）               | オーセコ（電人バンド）           |
| 2025年 | 2月    | 6日    | オーセコ（電人バンド）           | 泉大河                           |
| 2025年 | 2月    | 13日   | 泉大河                           | たくま.inc（先入観）             |
| 2025年 | 2月    | 20日   | たくま.inc（先入観）             | アライヒカリ                     |
| 2025年 | 2月    | 27日   | アライヒカリ                     | 花敷こーよう                     |
| 2025年 | 3月    | 6日    | 花敷こーよう                     | 三上由貴                         |
| 2025年 | 3月    | 13日   | 三上由貴                         | 浦谷くじら（電人バンド)          |
| 2025年 | 3月    | 20日   | 浦谷くじら（電人バンド)          | 齋藤のようなもの                 |
| 2025年 | 3月    | 27日   | 齋藤のようなもの                 | 佐々木拓杜（ねこ超人）           |
| 2025年 | 4月    | 3日    | 佐々木拓杜（ねこ超人）           | まひろ（リングリンデ）           |
| 2025年 | 4月    | 10日   | まひろ（リングリンデ）           | 束田（コロネケン）               |
| 2025年 | 4月    | 17日   | 束田（コロネケン）               | 植田康生                         |
| 2025年 | 4月    | 24日   | 植田康生                         | ジャンゴ（秘蔵）                 |
| 2025年 | 5月    | 1日    | ジャンゴ（秘蔵）                 | なまらあつし                     |

### おだつ時間
2025年5月8日より開始。毎週木曜22時から、特定のテーマを設けてトークをする60分番組で『なまらラジオ』の後継番組となっている。毎週行う企画は芸人自らが持ち込んだ企画となっており、企画発案者がMCとなり、サツヨシ芸人のやりたいこと・面白いと思うことを実現させる番組となっている。
基本的には毎回違う企画を行っているが『ジャンゴのクイズの時間』は毎月行われる。
| 配信年 | 配信月 | 配信日 | テーマ                      | 出演者                                                                                                 |
| ------ | ------ | ------ | --------------------------- | --- |
| 2025年 | 5月    | 8日    | 本について語ろう            | 岡本（スキンヘッドカメラ）、種馬マン（モリマン）、なまらあつし、アライヒカリ                           |
| 2025年 | 5月    | 15日   | THE YOMPUNSトーク           | 齋藤のようなもの、ありちゃん（ゴールデンルールズ）、まひろ（リングリンデ）、浦谷くじら（電人バンド）   |
| 2025年 | 5月    | 22日   | ヘベレケお笑い王            | 束田（コロネケン）、シモ（スキンヘッドカメラ）、なまらあつし、やすろー（ねこ超人）、サカヅメ（暮花火） |
| 2025年 | 5月    | 29日   | ジャンゴのクイズの時間      | ジャンゴ（秘蔵）、渋谷（コロネケン）、オーセコ（電人バンド）、寝坊助（原付40km/h）                     |
| 2025年 | 6月    | 5日    | モリマンフェス前夜祭        | スキンヘッドカメラ、すずらん                                                                           |
| 2025年 | 6月    | 12日   | 第二回ヘベレケお笑い王      | 束田（コロネケン）、シモ（スキンヘッドカメラ）、わっかない村井、泉大河、なまらあつし、なかもりあや     |
| 2025年 | 6月    | 19日   | 怖い話をつくろう            | なまらあつし、まひろ（リングリンデ）、たいよう（華花クラッツ）、齋藤のようなもの                       |
| 2025年 | 6月    | 26日   | ジャンゴのクイズの時間      | ジャンゴ（秘蔵）、ザキ（華花クラッツ）、杏仁（暮花火）、寝坊助（原付40km/h）                           |
| 2025年 | 7月    | 3日    | サツヨシ野球部              | 俵雄人、サカヅメ（暮花火）、ザキ（華花クラッツ）、樺山ガイス（原付40km/h）                             |
| 2025年 | 7月    | 10日   | ヘベレケお笑い女王          | 束田（コロネケン）、アライヒカリ、なかもりあや、杏仁（暮花火）、なまらあつし、齋藤のようなもの         |
| 2025年 | 7月    | 17日   | サツヨシ裁判〜やすろー編〜  | ねこ超人、束田（コロネケン）、アライヒカリ、武蔵（秘蔵）、渡辺しょうま（先入観）                       |
| 2025年 | 7月    | 24日   | サツヨシ百物語              | 佐々木拓杜（ねこ超人）、たいよう（華花クラッツ）、まひろ（リングリンデ）、武蔵（秘蔵）                 |
| 2025年 | 7月    | 31日   | ジャンゴのクイズの時間      | ジャンゴ（秘蔵）、杏仁（暮花火）、ありちゃん（ゴールデンルールズ）、三上由貴                           |
| 2025年 | 8月    | 7日    | アライヒカリ花魁道中 生中継 | アライヒカリ、なまらあつし、シモ（スキンヘッドカメラ）                                                 |
| 2025年 | 8月    | 14日   | 本について語ろう            | 岡本（スキンヘッドカメラ）、種馬マン（モリマン）、泉大河、わっかない村井                               |

## NSC札幌校

### 概要
- 2020年4月開校。吉本興業が設立した養成所『吉本総合芸能学院』(通称NSC)の地方校にあたる。
- 授業は毎週土日に北海道札幌市中央区北1条東4丁目1サッポロファクトリー一条館3階にある札幌吉本の事務所で行われる。授業が土日のみのため、東京校・大阪校より学費が安い。
- 月に1回、はしもとこうじ講師によるマンツーマンのネタ見せ授業がある。
- 特別講師として札幌吉本所属芸人が授業をする場合もあり。
- 授業によっては福岡校・沖縄校・名古屋校・広島校との合同オンライン授業もあり、他校との交流も可能。
- 在学中に札幌吉本が主催するライブの手伝い・見学として会場に出向くこともある、平日の場合もあり。
- 在学生はフリー芸人扱いとなり、賞レースへのエントリーやインディーズライブへの出演も可能。
- 卒業公演では在校生で吉本新喜劇を行うのが恒例となっていたが、卒業公演が2023年度(4期生)をもって廃止となっている。

### 授業内容
出典：
- 年間スケジュール
  - 5月　入学式・ネタ作り
  - 6月　芸人の基礎・ネタ見せ開始
  - 9月〜11月　中間発表ライブ ※2021年度〜2024年度まで
  - 2月　NSC大ライブ ※TOKYO公演とOSAKA公演のどちらかに出場、2020年度〜2023年度まで。
  - 3月　卒業発表ライブ ※2020年度〜2023年度まで。
- カリキュラム
  - ネタ作り・ネタ見せ
  - 発声・演技
  - 動画制作
  - 芸人講義
- 講師
  - はしもとこうじ（構成作家）
  - 中村元樹（構成作家）
  - 砂川一茂（構成作家）
  - 藤村徹哉（フリーディレクター）
  - 龍見（タレント・芸人）
  - 小倉マサ志（構成作家）
  - 奥本隆（デザイナー・元札幌吉本所属芸人） 2020年度〜2023年度まで。
  - なまらあつし（芸人）

そのほか、札幌吉本所属芸人が不定期でゲスト講師として授業をする場合もあり。

### 卒業生
| 期    | 卒業生                   | 備考 |
| ----- | ------------------------ | --- |
| 1期生 | アライヒカリ             | 北海道住みます芸人 |
| 1期生 | まる（おもち道場）       | 卒業後はNSC東京校(28期)への再入学を経て東京吉本所属、元『スイスープ』、元『こと座』 在学中にM-1グランプリ2022にて『焼きワッサン』でナイスアマチュア賞受賞・3回戦進出、NSC大ライブTOKYO2023にて『はち結び』で決勝10位 |
| 1期生 | 亀田カオマンガイ         | 卒業後吉本へは所属せず上京し、舞台役者やユニットでお笑い活動。 またサンミュージック無料お笑い塾SEA(3期・4期)を卒業。                                                                                                 |
| 1期生 | すごい髙橋               | 旧芸名『髙橋』、退社・引退 |
| 1期生 | 川崎                     | 卒業後は札幌吉本のスタッフとして札幌吉本YouTubeの動画編集などを担当 |
| 1期生 | ほか未所属引退者1名。    | |
| 2期生 | 佐々木拓杜（ねこ超人）   | 旧コンビ名『愛新覚羅』 |
| 2期生 | たいよう（華花クラッツ） | 元『ボンクラ亭』 北海道住みます芸人 札幌市南区PR担当芸人 |
| 2期生 | ザキ（華花クラッツ）     | 元『二重窓あけおしめ子』あけお、元ピン芸人『ザキール』 北海道住みます芸人 札幌市南区PR担当芸人 |
| 2期生 | すみたす                 | 元『くびったけ』すみゆう、元『よせあつメン』 中標津で酪農やります芸人 |
| 2期生 | 星山琢磨                 | 退社後は滝川市で舞台役者として活動。 |
| 2期生 | 本間ちゃん               | 元『ボンクラ亭』、退社後はアマチュアで活動。 |
| 2期生 | しめ子                   | 元『二重窓あけおしめ子』、退社・引退 |
| 2期生 | ギョウ                   | 元『くびったけ』、退社・引退 中標津で酪農やります芸人 |
| 3期生 | ジャンゴ（秘蔵）         | 札幌市北区PR担当芸人 |
| 3期生 | 武蔵（秘蔵）             | 札幌市北区PR担当芸人 |
| 3期生 | なかもりあや             | 元『補色』 |
| 3期生 | 浦谷くじら（電人バンド） | 旧芸名『ウラタニ』 |
| 3期生 | オーセコ（電人バンド）   | |
| 3期生 | ビッグボイス☆とっち      | 元『激チャリ』とっち、元『エトラット』青井とっち |
| 3期生 | 三上由貴                 | 旧芸名『恥晒し骸骨ドブ達磨』 札幌市厚別区PR担当芸人 |
| 3期生 | サカヅメ（暮花火）       | 元『補色』 札幌市西区PR担当芸人 |
| 3期生 | 夜芯（表裏）             | 卒業後はワタナベコメディスクール(40期)を経てワタナベエンターテインメント所属。 |
| 3期生 | アシタバチカ             | 元『激チャリ』、退社・引退 |
| 3期生 | 前田タクミ               | 元『ぷれはぶ』、退社・引退 東京吉本で活動していた |
| 3期生 | 大誉                     | 元『ぷれはぶ』、旧芸名『次元』、退社・引退 東京吉本で活動していた |
| 3期生 | ほか未所属引退者1名。    | |
| 4期生 | 渡辺しょうま（先入観）   | |
| 4期生 | たくま.inc（先入観）     | |
| 4期生 | 植田康生                 | |
| 4期生 | 樺山ガイス               | 元ピン芸人『ガイス』、元『原付40km/h』 |
| 4期生 | サバツナ鈴木             | 退社・引退。デビュー時の芸名は『鈴木ツナ』 札幌吉本からデビュー後に東京吉本へ移籍していた。 |
| 5期生 | 俵雄人                   | |
| 5期生 | 寝坊助                   | 元『原付40km/h』 |
| 5期生 | サイコロジーしんちゃん   | 退社 |

一般所属者
- 杏仁（暮花火）
  - NSC札幌校3期生扱い、2023年8月所属。旧芸名『タダヨシ』。札幌市西区PR担当芸人

### 卒業生の主な出演ライブ
- 現在のレギュラー出演ライブ
  - サツヨシネタバトルライブ（2023年4月 - 、月1回）
  - 笑道 黒帯／白帯（2023年4月 - 、月1回）
  - NEW WAVE LIVE→コーナーライブ『NEW WAVE』（2023年4月 - 、不定期）
- 過去のレギュラー出演ライブ
  - とびっこ（2021年4月 - 2023年3月、月1回）
  - 蟹ウニいくライブ（2023年1月 - 3月、月1回）

### 卒業生の主なメディア出演
- テレビ
  - 全国区
    - ネタパレ（フジテレビ、2024年4月5日）
秘蔵

  - 北海道放送
    - ジンギス談!
地元愛芸人：アライヒカリ、佐々木拓杜（ねこ超人）、華花クラッツ、秘蔵、なかもりあや、電人バンド
    - サタブラ（2024年4月 - ）
『どっちが食べたい de show!』コーナーレギュラー』：秘蔵(2024年4月13日、5月18日、6月29日、7月27日、8月31日、9月28日、10月26日、11月30日、12月14日、2025年1月25日、2月22日、3月22日、4月19日、5月31日、6月28日、7月26日）、電人バンド(2024年4月13日)、華花クラッツ(2024年12月14日)
    - 夜のブラキタ
 ジャンゴ（秘蔵）&浦谷くじら（電人バンド）(2024年4月25日)、華花クラッツ(2024年10月24日)
    - 夜のサタブラ（2025年4月 - ）
秘蔵(2025年4月5日）
    - バイバイ、育児ギャップ〜ママのえがおが未来をつくる〜（2022年1月29日）
すごい髙橋、アライヒカリ
    - 土曜日のワンラブ!（2025年5月11日）
華花クラッツ、秘蔵、電人バンド、暮花火、先入観

  - 北海道文化放送
    - 発見!タカトシランド
アライヒカリ(2023年8月25日、9月1日、8日、15日）
    - みんわらウィーク特番 みん-1グランプリ2022（2022年8月7日）
くびったけ

  - 札幌テレビ放送
    - どさんこワイド
秘蔵(2024年2月22日)、華花クラッツ(2025年1月20日)、佐々木拓杜（ねこ超人）(2025年1月21日)、暮花火(2025年1月22日)、アライヒカリ(2025年1月23日)
    - どさんこ市場（2022年 - ）
準レギュラー：アライヒカリ

  - テレビ北海道
    - EXITのアヤシイTV アチ〜の見つけました!→EXITのハッケン北海道!
アライヒカリ(2023年10月14日)、秘蔵(2023年10月14日、2024年3月16日、2025年5月10日・17日)、電人バンド(2023年10月14日、2024年3月16日)
    - きたサバ!〜北海道でサバゲーやってみた!〜（2024年3月27日）
秘蔵、電人バンド

  - 北海道テレビ放送
    - イチオシ!!
電人バンド(2025年2月5日)、アライヒカリ&佐々木拓杜（ねこ超人）&華花クラッツ&秘蔵&暮花火(2025年8月8日)
    - ススキノ・インターン〜マーケ学生ユキナの、スナック立て直し記〜 第2話（2025年3月23日）
武蔵（秘蔵）・友山役

  - NHK札幌放送局
    - 179あなたのマチにおじゃまします（2023年7月14日、2024年2月2日、3月15日）
アライヒカリ

  - BSよしもと
    - Cheeky's a GoGo!（2022年7月22日、9月16日）
くびったけ
    - 発信Live ジモトノチカラ！
アライヒカリ(2025年4月17日、6月12日)、華花クラッツ(2025年5月1日、7月7日）
    - タカトシ＆ライオンの！新ゴルフやろうぜ！（2025年8月2日、16日）
浦谷くじら（電人バンド）

  - J:COMチャンネル札幌
    - 地域発!ど・ろーかるNEWS（2025年7月21日）
アライヒカリ
- ラジオ
  - さっぽろ村ラジオ
    - むらラジOH!（2022年2月 - 2023年3月）
水曜レギュラー：すごい髙橋、アライヒカリ
    - 夕方よしもと（2023年4月 - 9月）
週替わりレギュラー：佐々木拓杜（ねこ超人）、すみたす（よせあつメン)、華花クラッツ
    - NEW WAVE すごいアラ波（2023年4月 - 9月）
メインパーソナリティ：すごい髙橋、アライヒカリ
週替わりアシスタント：佐々木拓杜（ねこ超人）、すみたす、ザキ（華花クラッツ）、秘蔵、補色、とっち（激チャリ）、電人バンド、恥晒し骸骨ドブ達磨

  - コミュニティ放送局
    - よしもとホッカモリ

  - MID.α STUDIO
    - 札幌よしもとの日曜日『ジョノグチ』（2025年1月 - ）
メインパーソナリティ：アライヒカリ、なかもりあや

  - エフエム北海道
    - 1400（2025年3月 - ）
月曜・火曜メインパーソナリティ：アライヒカリ
月曜・木曜中継リポーター：ジャンゴ（秘蔵）
火曜・水曜中継リポーター：武蔵（秘蔵）
    - WAKU WAKU（2025年3月 - ）
水曜メインパーソナリティ：浦谷くじら（電人バンド）
- CM
  - サントリータコハイ（サントリー、2024年3月）
ザキ（華花クラッツ）
  - カードローンラピッド（北海道銀行、2025年度）
アライヒカリ、秘蔵
  - NSC札幌校 3期生募集TVCM
すごい髙橋、アライヒカリ、NSC札幌2期生
- ライブ・イベント
  - ジンギス談!関連
    - ジンギス談!寄席2024（2024年6月23日）
秘蔵、電人バンド
    - ジンギス談!寄席2025（2025年7月20日）
秘蔵
    - ジンギス談! ポップアップストア（2023年10月9日）コロネケン・スクランブルと3組で1日店長
アライヒカリ
    - ジンギス談!ミニ寄席（2025年7月19日）
アライヒカリ、華花クラッツ、秘蔵、電人バンド

  - EXITのアヤシイTV アチ〜の見つけました!関連
    - 「EXITのアヤシイTV｣アチ〜イベント作りました（2024年3月16日）
秘蔵、電人バンド
    - 「EXITのアヤシイTV」今年もアチ～イベントやっちゃいます!（2025年3月29日）
アライヒカリ、秘蔵

  - 真空ジェシカのイベン父ちゃん・北（2024年3月22日）
秘蔵
  - 真夏の真空ジェンゴ（真空ジェシカとのツーマンライブ、2024年8月9日）
秘蔵
  - 秘電春（はるかぜに告ぐとのスリーマンライブ、2024年8月24日）
秘蔵、電人バンド
  - モリマンフェス（2025年6月6日）
秘蔵
  - 大丸札幌店関連
    - 【夏笑】札幌よしもと×KiKiYOCOCHO夏休み企画（2022年7月29日〜8月9日)
アライヒカリ
    - 【冬笑】＜札幌よしもと＞キキヨコチョ劇場化計画(2023年1月13日〜15日）
すごい髙橋、アライヒカリ、ボンクラ亭、ザキール、すみたす
    - 【笑店】（2023年5月3日〜7日）
アライヒカリ、佐々木拓杜（ねこ超人）、ボンクラ亭、ザキール、秘蔵、補色、激チャリ、電人バンド、恥晒し骸骨ドブ達磨
    - 【冬笑】札幌よしもと×KiKiYOCOCHOコラボ企画＜キキネタGP＞（2024年1月10日〜16日）
アライヒカリ、佐々木拓杜（ねこ超人)、すみたす（よせあつメン)、華花クラッツ、秘蔵、なかもりあや、激チャリ、電人バンド、恥晒し骸骨ドブ達磨、暮花火
    - ご自愛ヨコチョ（2024年5月30日）
アライヒカリ
    - キキヨコチョ×札幌よしもとアート『描きヨコチョ』（2025年2月12日〜25日）
アライヒカリ
    - KiKiYOCOCHO「7」th Anniversary（2025年5月11日）
アライヒカリ、暮花火
- 書籍
  - 北海道じゃらん 札幌吉本芸人が行く!!実食リポート（リクルート）
- その他
  - ピノ談!（pinoとジンギス談!のコラボ、2024年10月）
秘蔵
  - 石狩レッドフェニックス公式応援アンバサダー
佐々木拓杜（ねこ超人）

## 札幌よしもとチャンピオンシップ
2024年度開始の支社内の賞レース。毎月開催の「サツヨシネタバトルライブ」の優勝者に加えて、2位の獲得数が最も多かった1組が特別枠として参加する。

### 歴代結果
| 回数/年度         | 優勝       | 準優勝       | 準優勝 | 備考 | ゲストMC                   |
| ----------------- | ---------- | ------------ | ------ | ---- | -------------------------- |
| 第1回（2024年度） | コロネケン | 華花クラッツ | 秘蔵   |      | 吉村崇（平成ノブシコブシ） |

## エピソード
- マイカル小樽に「観光名所小樽よしもと」を運営していた時代は、東京から1組や大阪から1組若手芸人が住み込みで派遣されており、ピース結成前の又吉直樹（線香花火）や、こぶしとザンギ（現平成ノブシコブシ）、瀬沼松村、HABA-HABA、バーチャルトーイ（現烏龍パーク）、ジャンクション（現ファミリーレストラン）、チャリパンク、ツインズ（現ギャロップの毛利が組んでいたコンビ）などが滞在した[15]。
- 「観光名所小樽よしもと」閉館後にできたMr.マリックプロデュース「小樽超魔術館」は小樽よしもとと支配人が同じであり、スキンヘッドカメラ岡本(当時「ビックシティ」)[16]や当時ピン芸人だったトム・ブラウン布川[17]がアルバイトをしていたと明かしている。なお、跡地に2009年にできた「市民劇場ヲタル座」は小樽よしもと時代のステージと座席を使用している。
- 「電車通り8丁目スタジオ」跡地には株式会社NATIVEが運営するダンススクール「DANCE STUDIO NATIVE SAPPORO」が入居している。
- 同じく北海道を本拠とする芸能事務所であるCREATIVE OFFICE CUEとはあまり友好的ではなく、所属タレント同士がローカル番組で共演する機会は少なかった。東京本社所属の今田耕司は、オフィスキューに所属するTEAM NACSの影響で「吉本が入っていけないんですよ、札幌支社が」、「タカトシを連れて行ってなんとか北海道をこじ開けようと」対抗していると話し、TEAM NACSメンバーの安田顕は「（オフィスキューと）せめぎあいです」、「そうはいくかというオフィスキューもあり」と話していた[18]。2020年以降は「ブラキタ」「いまなにしてる?」（ともに北海道放送）など所属タレントが共演する番組が少しずつ増えている。
- これまでにM-1グランプリファイナリストを3組輩出している（タカアンドトシ、トム・ブラウン布川、錦鯉長谷川）。